# Teshio (miasto)
Teshio (jap. 天塩町 Teshio-chō) – miasto w Japonii, w prefekturze Hokkaido, w podprefekturze Rumoi. Według danych na rok 2020 miejscowość zamieszkiwało 2 950 mieszkańców , a gęstość zaludnienia wyniosła 8,3 os./km².